# Rubus irritans
Rubus irritans är en rosväxtart som beskrevs av Wilhelm Olbers Focke. Rubus irritans ingår i släktet rubusar, vilken ingår i familjen rosväxter. Arten växer i Kina, Tibet, Afghanistan, nordvästra Indien, Bhutan och Pakistan. Inga underarter finns listade i Catalogue of Life.